# Фаэтон (опера)
«Фаэтон» (фр. Phaëton; LWV 61) — музыкальная (лирическая) трагедия Жана-Батиста Люлли с прологом и пяти действиях. В основе либретто Филиппа Кино лежат эпизоды «Метаморфоз» Овидия.
«Фаэтон» стал первой лирический трагедией Люлли и Кино, премьера которой прошла в Версальском дворце (в представлении не использовались театральные машины) около 6 января 1683 года. Королевская академия музыки исполнила оперу в театре Пале-Рояль (спектакли шли, начиная с 27 апреля). «Фаэтон» получил широкое признание публики. По истечении тридцатидневного траура по королеве Марии Терезии, умершей 30 июля 1683 года, спектакль был возобновлён и давался до 12 или 13 января 1684 года. Опера ставилась в Пале-Рояле в 1692, 1702, 1710, 1721, 1730 и 1742 годах. Иногда «Фаэтон» называют «народной оперой», так же, как «Исиду» Люлли — «оперой музыкантов» (из-за её партитуры), а его же «Атиса» — «оперой короля» (как одно из любимейших произведений Людовика XIV).

## Роли
| Роль | Description | Голос                     | Премьера, ок. 6 января 1683 |
| Пролог | Пролог | Пролог                    | Пролог                      |
| --- | --- | ------------------------- | --------------------------- |
| Астрея | | сопрано                   | Фаншон Моро                 |
| Сатурн | | бас                       | ?                           |
| спутники Астреи; свита Сатурна и Астреи | спутники Астреи; свита Сатурна и Астреи |                           | ?                           |
| Трагедия | |                           |                             |
| Либия | дочь Меропа от его первой жены | сопрано                   | ?                           |
| Теона | дочь Протея, влюблённая в Фаэтона | сопрано                   | ?                           |
| Фаэтон | сын Климены от Гелиоса | о-контр или высокий тенор | ?                           |
| Климена | дочь Океана, вторая жена Меропа | сопрано                   | ?                           |
| Протей | морское божество | баритон                   | ?                           |
| Тритон | морское божество, брат Климены. | о-контр                   | ?                           |
| Эпаф | сын Юпитера, влюблённый в Либию | баритон                   | ?                           |
| Мероп | царь Египта | бас                       | ?                           |
| Гелиос | бог | о-контр                   | ?                           |
| Египетская пастушка | | ?                         | ?                           |
| Земля | богиня | тенор                     | ?                           |
| Юпитер | | бас                       | ?                           |
| Свита Тритона; свита и данники Меропа; египтяне, эфиопы, индийцы; свита Фаэтона; жрецы и поклоняющиеся Изиде; Фурии; Часы дня (Оры); четыре Времени года | Свита Тритона; свита и данники Меропа; египтяне, эфиопы, индийцы; свита Фаэтона; жрецы и поклоняющиеся Изиде; Фурии; Часы дня (Оры); четыре Времени года |                           | ?                           |

## Сюжет

### Пролог
Богиня Астрея, сохранившая свою привязанность к миру людей, хотя их неблагодарность и вынудила её покинуть Землю, желает возвращения «Золотого века». Сатурн предлагает ей вернуться на Землю, где провозглашает новую эру мира и удовольствий.

### Акт 1
Место действия: сад, грот
Либия, дочь египетского царя Меропа, и Теона, дочь морского бога Протея, жалуются на свою несчастную судьбу. Либия любит Эпафа, а Теона — Фаэтона, сына Климены, жены Меропа. Фаэтон пренебрегает Теоной. Либия с беспокойством ждёт решения отца: сегодня Мероп назовёт имя своего преемника. Стало известно, что это будет Фаэтон. Климена уговаривает своего брата, морского бога Тритона, узнать у подчинённого ему Протея судьбу Фаэтона. Протей предсказывает, что Фаэтона ждёт страшный конец.

### Акт 2
Место действия: Зал во дворце царя Меропа
Климена сообщает Фаэтону о пророчестве Протея, но он не верит матери. Теона и Либия печалятся: одна, узнав о страшном предсказании, другая — о намечающемся браке её с Фаэтоном.

### Акт 3
Место действия: Храм Исиды
Фаэтон и его свита направляются в храм Изиды, чтобы принести богине жертвы. Эпаф, разъярённый решением Меропа выдать Либию за Фаэтона, высказывает сомнения, что последний на самом деле сын Гелиоса. Он также просит свою мать, Изиду, закрыть ворота храма перед теми, кто пришёл к нему. Ворота закрываются и открываются вновь, за ними появляются адские фурии. Фаэтон заставляет мать поклясться, что его отец — Гелиос. С ветрами Фаэтон переносится во дворец Гелиоса.

### Акт 4
Место действия: Дворец Солнца
Четыре сезона и Часы дня возносят хвалы Гелиосу. Последний в разговоре с Фаэтоном подтверждает, что он — его сын. В доказательство этого Фаэтон просит доверить ему управление солнечной колесницей. Отец пытается отговорить Фаэтона: передать колесницу в неопытные руки очень опасно, однако тот настаивает, и Гелиос вынужден дать обещание.

### Акт 5
На горизонте появляется колесница Солнца, ею управляет Фаэтон. Климена ликует, жители Земли с энтузиазмом наблюдают прекрасную картину, открывающуюся им, и славят нового бога, начинающего день, — Фаэтона. Эпаф в гневе просит Юпитера и Изиду покарать Фаэтона. Появляется Теона, она предупреждает радующихся людей, что Фаэтон обречён на гибель. Фаэтон направляет колесницу неверной рукой на Землю, ещё немного — и она сгорит. Земля молит Юпитера о спасении. Юпитер поражает Фаэтона молнией.